# Róbert Vittek
Róbert Vittek (Pozsony, 1982. április 1. –)  visszavonult szlovák válogatott labdarúgó, csatár.

## Pályafutása

### A válogatottban

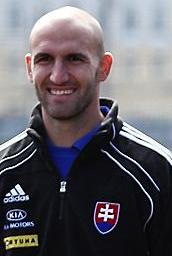
Vittek a válogatottban 2010-ben.

A 2010-es labdarúgó-világbajnokságon Vittek szerezte Szlovákia történetének első világbajnoki gólját az Új-Zéland elleni mérkőzés 50. percében. Június 24-én a címvédő Olaszország ellen duplázott, így Szlovákia továbbjutott a nyolcaddöntőbe, ahol a hollandok 2-1-re legyőzte a szlovákokat, azonban Vittek ezen a mérkőzésen is betalált, így országa legeredményesebb világbajnoki gólszerzőjévé vált.
A következő években egyre kevesebb lehetőséget kapott a válogatottban, két teljes éven át mindössze egy mérkőzésen lépett pályára. A 2016-os Európa-bajnokságra ugyan kijutott a szlovák válogatott, de Vittek nem került be a tornára nevezett 23 játékos közé.
Vittek 2001-ben lépett először pályára a szlovák válogatottban és 82 mérkőzésével a harmadik legtöbbet pályára lépő játékos Miroslav Karhan és Marek Hamšík után, valamint 24 góljával ő a nemzeti csapat gólrekordere.

### Válogatott statisztikája
(2016. március 29-én frissítve)
| Szlovákia | Szlovákia     | Szlovákia |
| Év        | Pályára lépés | Gólok     |
| --------- | ------------- | --------- |
| 2001      | 6             | 1         |
| 2002      | 5             | 0         |
| 2003      | 8             | 5         |
| 2004      | 8             | 5         |
| 2005      | 10            | 2         |
| 2006      | 6             | 1         |
| 2007      | 5             | 1         |
| 2008      | 9             | 1         |
| 2009      | 11            | 2         |
| 2010      | 7             | 5         |
| 2011      | 4             | 0         |
| 2013      | 1             | 0         |
| 2015      | 1             | 0         |
| 2016      | 1             | 0         |
| Összesen  | 82            | 23        |

## Sikerei, díjai

### Klub
1. FC Nürnberg
- Bundesliga 2. bajnok (1): 2003–04
- DFB-Pokal-győztes (1): 2006–07

Slovan Bratislava
- Slovak Super Liga bajnok (1): 2013–14

### Válogatott
Szlovákia
- 2010-es világbajnokság: nyolcaddöntő

### Egyéni
- Az év szlovák labdarúgója: 2006